# Jeremy Burge
Jeremy Burge (nascut el 14 de juliol de 1984) és un historiador d'emojis, fundador d'⁣Emojipedia, creador del Dia Mundial de l'Emoji i àmpliament considerat com a un expert en emoji.
Business Insider va incloure a Burge al Tech 100 del Regne Unit el 2016, 2017 i 2018 referint-se a ell com "The Emoji Maestro" mentre que altres publicacions han utilitzat termes com "Emoji King" o "El Senyor dels Emojis". El novaiorquès va batejar a Burge com "El Samuel Johnson d'Emoji" el 2020.

## Emojipèdia
El juliol de 2013, Burge va iniciar el lloc de referència d'emojis Emojipedia, després de preguntar-se quant de temps feia que existia l'emoji del dònut i no poder trobar una resposta a Google o a la Viquipèdia. The Sydney Morning Herald va informar que el lloc tenia 23 milions de pàgines vistes al mes el 2017.
Burge va ser el cap d'Emoji d'Emojipedia entre 2016 i 2022, supervisant tot el contingut editorial del lloc.
Durant el seu temps a Emojipedia, Burge va treballar amb esportistes professionals Tony Hawk i Sasha DiGiulian per millorar la precisió de les imatges de mostra d'Emojipedia per al monopatí i l'escalador respectivament. La revista Jenken va informar: "Mentre estaven al telèfon un dia, Hawk va enviar a Burge una foto del seu propi tauler" que es va utilitzar com a base del disseny revisat del monopatí d'Emojipedia.
El 2021, Emojipedia va mostrar més de 500 milions de pàgines vistes anuals. Emojipedia va ser adquirida per Zedge l'agost de 2021 per una quantitat no revelada.

## Unicode
Actualment representant Emojipedia al Comitè Tècnic d'Unicode, Burge va ocupar anteriorment un càrrec com a vicepresident del Subcomitè Unicode Emoji del 2017 al 2019.
Descrita com una autoritat líder en l'ús d'emojis, Burge va instar Apple a repensar el seu pla per convertir el símbol de l'emoji de la pistola en una icona de pistola d'aigua el 2016, citant la confusió entre plataformes. Les banderes d'emoji per a Anglaterra󠁿, Escòcia 󠁧 󠁢 󠁳 󠁣 󠁴 󠁿 i Gal·les es van afegir a l'estàndard Unicode el 2017 després que Burg fos aprovat per una proposta formal. En lloc de punts de codi individuals, es representen per seqüències d'etiquetes.
En declaracions a Crikey el 2022, Burge va parlar en contra de les addicions d'emojis supèrflues: "la representació és important, però no estic segur que necessitem un altre emoji d'àbac o de bata de laboratori".

## Escriptura
Burge ha estat un col·laborador habitual de notícies a Emojipedia i responsable de moltes de les definicions inicials d'emojis al lloc web de referència. A més, ha escrit per a publicacions com Six Colors, Medium, i The Internet Review.
El 2019, Burge va plantejar el problema que Facebook utilitzava números de telèfon enviats per l'usuari amb finalitats no documentades, i el 2020 va identificar que TikTok accedia a les dades del porta-retalls dels usuaris amb cada tecla.

## Podcasting
Burge va acollir Emoji Wrap, un podcast d'Emojipedia que cobria "notícies i tendències globals d'emojis" entre agost de 2016 i desembre de 2020 entrevistant convidats com Mark Davis, Myke Hurley, Jason Snell i Christina Warren.
The Guardian assenyalà que el gerent de producte de Google, Agustin Fonts, va "dubtar a l'hora de canviar a una pistola d'aigua" quan va parlar de l'emoji de la pistola d'Android amb Burge al podcast Emoji Wrap.

## Parlar en públic
The Evening Standard va informar que Burge "va donar una conferència sobre la història i l'impacte social dels emojis" a TEDxEastEnd al Hackney Empire de Londres el 2017. A més, Burge ha parlat en conferències com The Next Web a Amsterdam, Smart Future a Riga, Design Matters a Copenhaguen i Úll a Killarney.
Les institucions que han acollit Burge inclouen Eton College, Eye Magazine, Google, London Design Museum, The British Library, i University College London.

## Dia Mundial de l'Emoji
El Dia Mundial de l'Emoji és una "celebració global dels emoji" creada per Burge el 2014. Segons el New York Times, va crear el dia del "17 de juliol basant-se en la manera com es mostra l'emoji del calendari als iPhones". Burge va dir a Axios el 2017 que "Tim Cook va tuitejar sobre el [Dia Mundial de l'Emoji] aquest any, així que estava una mica entusiasmat amb això".
El 2017, Burge va parlar de l'origen del Dia Mundial de l'Emoji i de l'Emojipedia a AOL BUILD, va assistir a la il·luminació de l'Empire State Building "emoji yellow" amb el repartiment de veu de The Emoji Movie Patrick Stewart, Maya Rudolph i Jake T. Austin, i va anunciar els guanyadors dels premis anuals World Emoji de la Borsa de Nova York.
Saks Fifth Avenue va acollir un esdeveniment de catifa vermella "Saks Celebrates World Emoji Day" el 2017 al qual va assistir Burge. El Dia Mundial de l'Emoji de 2019, Burge va assistir a la presentació d'una exposició al Museu Nacional del Cinema i va parlar al costat del cofundador del Consorci Unicode, Mark Davis, a la Biblioteca Britànica.
Burge va afirmar "relaxar-se i gaudir-ne [Dia Mundial de l'Emoji] almenys una vegada" el 2022, després de renunciar a Emojipedia.

## Vida personal
Burge va néixer a Austràlia Occidental, i es va educar a l'Assumption College, Kilmore abans de graduar-se a la Universitat Deakin. A la primavera de 2019 Burge es va traslladar a una barca de riu tipus gavarra de 53 peus de llargada (16 metres) anomenada Dottie M i va guanyar popularitat a TikTok amb clips virals navegant per rius i canals del Regne Unit.